# Pristimantis buccinator
Pristimantis buccinator es una especie de anfibio anuro de la familia Craugastoridae.

## Distribución
Esta especie habita hasta los 850 m de altitud:
- en Perú en las regiones de Madre de Dios, Loreto y Puno;
- en Brasil en el estado de Acre.[4]

Su presencia es incierta en Bolivia.

## Publicación original
- Rodrìguez, 1994 : A new species of the Eleutherodactylus conspicillatus group (Leptodactylidae) from Peru, with comments on its call. Alytes, vol. 12, n.º 2, p. 49-63.[5]